# Безопасность (телесериал, Великобритания)
«Безопасность» (англ. Safe) — британский драматический восьмисерийный мини-сериал, создателем которого выступил автор детективов Харлан Кобен. Главные роли в сериале исполнили Майкл Си Холл, Аманда Аббингтон, Марк Уоррен, Ханна Артертон и Одри Флёро. Производством сериала занималась британская независимая телевизионная производственная компания Red Production Company, дочерняя структура французской кинокомпании StudioCanal. Во Франции сериал транслировался на общественном телеканале С8, за её пределами — на платформе Netflix. Премьера на Netflix состоялась 10 мая 2018 года в 190 странах мира.

## Сюжет
Сюжет рассказывает об овдовевшем англичанине-детском хирурге Томе, отце двух дочерей-подростков, который пытается справиться с потерей жены, умершей от рака. Ситуация усложняется, когда исчезает его старшая дочь, и Том, разыскивая её, узнает, что у окружающих людей очень много тайн.

## Актеры и персонажи
- Майкл Си Холл — Том Делейни, вдовец, детский хирург.
- Эми Джеймс-Келли[англ.] — Дженни Делейни, старшая дочь Тома, подруга Криса.
- Изабель Аллен — Кэрри Делейни, младшая дочь Тома.
- Марк Уоррен — Пит Мейфилд, лучший друг Тома и его коллега по работе.
- Ханна Артертон — Эмма Касл, констебль, переехавшая в пригород из большого города.
- Аманда Аббингтон — Софи Мейсон, сержант, напарница Эммы, возлюбленная и соседка Тома.
- Эммет Скэнлэн[англ.] — Джош Мейсон, бывший муж Софи.
- Индия Фаулер — Эллен Мейсон, дочь Софи.
- Луи Греторекс[англ.] — Генри Мейсон, сын Софи.
- Одри Флёро — Зои Чахал, мать Криса и учительница французского языка.
- Джоплин Сибтейн[англ.] — Нил Чахал, муж Зои.
- Фредди Торп[англ.] — Крис Чахал, сын Нила и Зои, парень Дженни Делейни.
- Имоджен Герни — Тилли Чахал, дочь Нила и Зои.
- Эми-Лея Хикманн[англ.] — Сия Маршалл, одноклассница Дженни и наркодилер.
- Найджел Линдси[англ.] — Джоджо Маршалл, отец Сии.
- Лейла Руасс — Лорен Маршалл, мать Сии.
- Майло Туми — Арчи «Бобби» Робертс, владелец ретро-бара «Рай».
- Хиро Файнс-Тиффин — Йон Фуллер, подросток, который может что-то знать об исчезновении Дженни.
- Карен Брайсон — Хелен Кроуторн, соседка семьи Делейни.

## Эпизоды
| № | Название                      | Режиссёр        | Автор сценария    | Дата премьеры |
| --- | ----------------------------- | --------------- | ----------------- | ------------- |
| 1 | «Первая серия» «Episode 1»    | Дэниэл Неттхейм | Дэнни Броклхёрст  | 10 мая 2018   |
| У хирурга Тома Дилейни, вдовца, натянутые отношения со своей старшей дочерью Дженни. Через год после смерти её матери Рейчел Дженни видит, как Том во время пикника тайком уединяется со своей подругой Софи Мейсон, сержантом полиции. Тем же вечером Дженни не возвращается домой после участия в подростковой вечеринке. На следующее утро Том начинает волноваться, особенно когда узнаёт, что парень Дженни Крис Чахал тоже исчез. Мать Криса Зои, работающую учительницей французского, обвиняют в романе с учеником после того, как в её шкафчике находят флешку с компроматом. Софи конфликтует со своей новой коллегой, констеблем Эммой Касл, из-за дела Зои. Друг Криса Йон рассказывает Тому, что Дженни и Крис были на вечеринке в доме их подруги Сии Маршалл. Том беседует с Сией, но она утверждает, что не знает, во сколько Дженни ушла с вечеринки. Йон показывает Тому видео на Facebook, на которой видно, что Дженни уезжает с вечеринки на машине с другом Тома Питом. Отец Сии Джоджо открывает морозильную камеру в гараже и выясняется, что в ней находится труп Криса. |                               |                 |                   |               |
| 2 | «Вторая серия» «Episode 2»    | Дэниэл Неттхейм | Дэнни Броклхёрст  | 10 мая 2018   |
| В ночь исчезновения Дженни хозяйка вечеринки Сиа обнаруживает в бассейне труп Криса и выгоняет из дома всех участников тусовки. Джоджо, чтобы защитить свою дочь, прячет тело Криса в морозильнике, а не вызывает полицию, потому что Сиа торговала наркотиками на вечеринке. Тому не удается связаться с Питом, забиравшим Дженни с вечеринки, поэтому он обращается за помощью к Софи. Отследив Пита по перемещениям его машины, Том выясняет, что Пит подбросил Дженни до дома. Том обыскивает комнату Дженни и обнаруживает, что она купила в Интернете поддельное удостоверение личности. По камерам наблюдения Пит и Том видят, что Дженни после того, как Пит высадил её, отправилась в дом Криса, в комнате которого они находят билеты и расписание поездов. Софи посещает дом Маршаллов, но они прячутся и не открывают дверь; территория рядом с бассейном кажется Софи подозрительной. На вокзале Том видит принадлежащий Крису скутер Vespa. Младшая дочь звонит Тому и сообщает, что Крис только что выложил в Интернет свою фотографию со счастливой Дженни. Однако Том обнаруживает, что платье, в котором Дженни изображена на фотографии, висит в её шкафу. Во флешбэке показано, как Маршаллы с помощью большого пальца Криса разблокируют его смартфон и публикуют фото. Пит и Том предполагают, что Дженни и Крис пошли в бар под названием «Рай». Владелец бара Бобби утверждает, что никогда не видел Дженни, но впоследствии возлагает цветы на могилу её матери. Когда Джоджо и Сиа пытаются вытащить труп Криса, их застаёт сосед, которого Сиа в панике бьет по голове бутылкой из-под вина. |                               |                 |                   |               |
| 3 | «Третья серия» «Episode 3»    | Джулия Форд     | Мик Форд          | 10 мая 2018   |
| Выясняется, что Пит последовал за Дженни в посёлок после того, как высадил её у ворот. Сиа и её семья удерживают в заложниках своего соседа Мартина, но потом Сиа отпускает его, пригрозив обвинить в педофилии, если он заговорит. Том получает анонимный звонок от неизвестного, который вымогает деньги за информацию о местонахождении Дженни. Том и Пит узнают в шантажисте вышибалу из бара «Рай», который подслушал разговор Тома о Дженни с Бобби и рассказывает им, что Дженни была в «Рае» одна и искала Бобби. Младшая дочь Тома Кэрри самовольно уходит из школы, он ищет её в бывшем офисе своей покойной жены, а в конечном итоге находит в художественном музее. Софи обнаруживает, что её сын Генри, нуждающийся в пересадке почки и находящийся под наблюдением Тома, прятал в шкафу испачканную кровью рубашку. Зои, выпущенная под залог, составляет список родителей, с которыми у неё были конфликты. В список входят и Маршаллы; Софи и Эмма навещают едва не обнаружив труп Криса. Том и Кэрри выслеживают Бобби, узнав, что его зовут Арчи Робертс, а позже Том выясняет, что он был парнем Рейчел в школе. Том выясняет у Бобби, что тот солгал, якобы не узнав Дженни, которая является копией Рейчел в старших классах. Бобби признаётся, что понял по записям камер видеонаблюдения в баре, что Дженни — дочь Рейчел, и отдаёт Тому записку Дженни с фразой «Я знаю о Жасмин» и обещанием вернуться следующим вечером. Эмма обнаруживает, что фотографии, использованные для обличения Зои, являются старыми снимками из Интернета. Том и Пит приезжают в «Жасмин-холл» — психиатрическую больницу закрытого типа. Сиа и Джоджо выбрасывают тело Криса в озеро, но после их отъезда оно всплывает на поверхность. |                               |                 |                   |               |
| 4 | «Четвёртая серия» «Episode 4» | Джулия Форд     | Мик Форд          | 10 мая 2018   |
| Софи и Эмма сообщают семье Чахал новость о смерти Криса. Когда становится известно, что Крис утонул в хлорированной воде, полиция прибывает в дом Маршаллов и берёт всю семью под арест. Из записей камер видеонаблюдения Софи узнаёт, что её бывший муж Джош видел Дженни на перроне станции, но выполнил просьбу Дженни никому об этом не рассказывать. Том и Пит преследуют одного из участников вечеринки по имени Скотт; Пит следует за ним, но его замечают участники банды, наносят ножевые ранения и оставляют умирать. Том находит Пита и начинает оказывать ему первую помощь. Дженни скрывается в доме соседки и узнает новость об обнаружении тела Криса; хозяйка дома Хелен Кроуторн не сообщает о местонахождении Дженни, когда Софи и другие полицейские опрашивают жителей посёлка. |                               |                 |                   |               |
| 5 | «Пятая серия» «Episode 5»     | Дэниэл О’Хара   | Алекс Гэнли       | 10 мая 2018   |
| Пит борется за жизнь после полученных ножевых ранений. Его тяжелое состояние заставляет Эмму признаться Тому, что Пит — её отец, о котором она совсем недавно узнала. Скотт сообщает Тому, что перед смертью Рейчел поделилась с Джении секретом, который нельзя раскрывать Тому. Софи просит Тома не вмешиваться в расследование, и из флешбэка мы узнаём, что Том был с Софи в ночь смерти Рейчел. Кэрри рассказывает Тому, что Хелен Кроуторн навещала Рейчел и разговаривала с ней в ночь смерти Рейчел. Джоджо лжесвидетельствует и берёт на себя всю вину за смерть Криса; Сию и её мать выпускают из заключения. Жители посёлка проводят акцию в память о Крисе, во время которой Том спрашивает Генри об окровавленном свитере, который был на нём во время вечеринки Сии. Полиция разоблачает ложное признание Джоджо. Узнав, что Дженни шлёт SMS Кэрри, используя домашнюю сеть wi-fi, Том отправляется в дом Хелен и обнаруживает, что внутри разгорается пожар. |                               |                 |                   |               |
| 6 | «Шестая серия» «Episode 6»    | Джулия Форд     | Карла Кром        | 10 мая 2018   |
| Во флешбэке показано, что Нил находился рядом с домом Маршаллов во время вечеринки. В настоящем времени Том идёт по горящему дому и находит по полу тело Хелен Кроутроун. Отслеживая телефон Дженни, он добирается до дома Чахалов, где перед этим побывал неизвестный и устроил погром. Нил признаётся, что это он подбросил фотографии в шкафчик Зои. Вскрытие показывает, что Кроутрон убили ударом по голове до того, как начался пожар. Майк Ллойд-Пауэлл, друг Криса, рассказывает полиции о причинах своей ссоры с Крисом в ночь его смерти. Обнаружены телефон и сумочка Дженни. Пита выписывают из больницы, и Том выясняет у Нила, что тот знал о Дженни. Нил рассказывает, что знал о романе Зои со учеником, которым оказывается Йон. |                               |                 |                   |               |
| 7 | «Седьмая серия» «Episode 7»   | Дэниэл О’Хара   | Дэниэл Блоклхёрст | 10 мая 2018   |
| Том говорит с Йоном о вечеринке, а также сообщает ему, что Нил, отец Криса, знал о его романе с Зои. Йон рассказывает, что видел, как Дженни и Генри вместе выходили из туалета. Том пытается расспросить Генри о вечеринке, но Софи отказывает ему в этом разговоре. Эмма решает самостоятельно допросить Генри. Генри рассказывает, что Дженни подозревала, что отец следит за ней через её телефон, и Генри помог обнаружить программу-шпион. У Генри случается припадок, и его отвозят в больницу. Том и Пит отправляются в «Рай», бар, который посещала Дженни, чтобы поговорить с Бобби. Том пробирается в кабинет Бобби, но его ловит барменша и советует держаться подальше. В баре они замечают Эрика Пратчетта и следуют за его автомобилем до Жасмин-холла, психиатрической больницы, которую часто посещала Рейчел. Пратчетт рассказывает, что его сын, Крейг, находится там на лечении, и что он не разговаривает с момента пожара в школе, при котором погибли 8 человек. Он также сообщает, что поджог организовали пятеро учеников: Крейг, Бобби, Хелен, Рейчел и Софи. |                               |                 |                   |               |
| 8 | «Восьмая серия» «Episode 8»   | Дэниэл О’Хара   | Дэниэл Блоклхёрст | 10 мая 2018   |
| Софи рассказывает Тому историю, связанную с поджогом школы, и о том, что все виновники пожара остались жить в посёлке и только Бобби уехал. Софи удается договориться о встрече с Бобби, заявив, что у неё есть видеокассета с записью со школьных камер наблюдения. Во флешбэках показано, как Дженни обнаружила информацию о пожаре в дневнике своей матери. После этого она посетила дом Хелен и украла кассету. Дженни также хотела поговорить о пожаре с Бобби, но его не было в баре. Через некоторое время Хелен на пороге своего дома сообщает, что хочет, чтобы правда вышла наружу, и Бобби убивает её в порыве ярости. В настоящем времени Софи и Бобби договариваются прикончить Дженни, а тем временем Том пробирается в квартиру Бобби через пожарный выход, который открыла для него Софи. Бобби держит их на мушке, а затем кончает жизнь самоубийством. Эмма спрашивает Дженни о кулоне, найденном в бассейне Маршаллов; Том понимает, что он принадлежит Софи. Том обвиняет Софи в убийстве Криса, и она признаётся в совершении этого преступления. Том звонит в полицию, и Софи арестовывают. |                               |                 |                   |               |

## Производство
В июле 2017 года было объявлено, что Netflix и Canal+ заказали восьмисерийный мини-сериал «Безопасность», главные роли в котором исполнят Майкл Си Холл и Аманда Аббингтон. Создателем и исполнительным продюсером шоу стал автор детективов Харлан Кобен, а ключевым сценаристом — Дэнни Броклхёрст.  Canal+ разместит шоу на своем бесплатном канале C8, а Netflix будет транслировать его по всему миру.

## Критика и восприятие
«Безопасность» получила положительные отзывы. На агрегаторе Rotten Tomatoes у мини-сериала рейтинг одобрения 77 % на основе 24 отзывов со средней оценкой 6,7. Британские газеты The Daily Telegraph и The Guardian сочли «странный» английский акцент Холла метафорой характерных черт сериала и назвали многие элементы шоу занимательными. Эд Пауэр из The Daily Telegraph написал, что «Харлан Кобен заставляет каждого из своих персонажей быть вероятным злодеем и подбрасывает множество искусно созданных клиффхэнгеров. Новый сериал Netflix может быть банальным и написанным по шаблону, но центральная загадка собрана с точностью часовщика». Сэм Волластон из The Guardian написал: «То, что поначалу выглядело „Бродчёрчем“ от Netflix — исчезновение подростка, страдания родителей, влияние на сообщество, полицейское расследование — вскоре начинает больше походить на „Отчаянных домохозяек“. Мне очень нравятся эти люди, но мне до них нет  дела».
Морин Райан из Variety высоко оценила сериал, написав: «Это очень смотрибельный сериал, изобилующий откровениями, подсказками и клиффхэнгерами, а основной актёрский состав в целом довольно хорош». Бен Трэверс из IndieWire нашёл сериал интересным и дал ему оценку «B» (хорошо), написав: «„Безопасность« основывается на многих абсурдных моментах, в том числе акценте Холла. Дело не в том, что сериал или красноречие его звезды плохие сами по себе; они просто не переутомляются, пытаясь убедить вас в своей большой важности. „Безопасность“ — это мыльная опера, и это забавное развлечение как таковое».
Дэниел Файнберг из The Hollywood Reporter, который писал свой обзор на основе первых двух эпизодов, присланных критикам, остался недоволен акцентом Холла и его актёрской игрой, изображением подростков и другими неподходящими друг другу элементами сериала. Файнберг написал: «Потребуется просмотр шести дополнительных эпизодов, чтобы понять, будет ли там опровергающая клише развязка или „Безопасность“ — это просто неразбериха».